# بيل هاربر (لاعب كرة قدم)
بيل هاربر (بالإنجليزية: Bill Harper)‏ هو لاعب كرة قدم بريطاني، (ولد في Bothwell ‏ في المملكة المتحدة 1900  م). لعب مع كريستال بالاس.